# Heinrich Walkenhorst
Heinrich Walkenhorst (* 14. August 1906 in Osnabrück; † 16. Dezember 1972 in Oldenburg) war Reichshauptamtsleiter, Leiter des Personalamtes der NSDAP und Mitglied im Reichstag.
Der gelernte Kaufmann und das Mitglied der SA trat am 1. Dezember 1930 in die NSDAP ein. In Leer übernahm er Aufgaben innerhalb der NSDAP als Organisationsleiter, Leiter der Kreispropaganda und Betriebszellenobmann. Im Jahre 1933 wurde er in den Stadtrat von Leer gewählt.
Von Juni 1933 bis zum 20. Juli 1934 bekleidete er den Posten des Kreisleiters der NSDAP in Leer, anschließend wurde er zum Gauorganisationsleiter und Amtsleiter des Gaustabs der NSDAP in Oldenburg ernannt. Diese Position behielt er bis zum 30. September 1942. In dieser Zeit war er Sekretär des Gauleiters Carl Röver.
Von 1936 an wurde er mit Aufgaben zur Durchführung des Vierjahresplans als Büroleiter im Gau Weser-Ems betraut. Im Jahre 1942 verfasste Röver eine Denkschrift über die Lage der NSDAP und zu Vorschlägen einer Reorganisation. Aus dem undatierten Lebenslauf von Walkenhorst im Bundesarchiv Koblenz (Z 42 II/1058) geht hervor, dass Walkenhorst an der Schrift maßgebend mitgewirkt hat. In dem Lebenslauf hebt Walkenhorst hervor, dass er am Tag der Beerdigung von Röver die Versetzung zur Parteikanzlei nach München erhielt. Er führte diese Versetzung auf seine Vorschläge zur NSDAP zurück.
Mit Wirkung vom 1. Oktober 1942 nahm er den Posten des Reichshauptamtsleiters und des Leiters des Personalamtes  der NSDAP in München ein. Zum Mitglied des Reichstages wurde er im November 1943 als Nachrücker von Wilhelm Kube. Diese Funktionen behielt er bis zum Kriegsende.
Nach dem Krieg arbeitete er im Versicherungswesen als Generalagent in Oldenburg, wo er am 16. Dezember 1972 verstarb.

## Referenzen
- Werner Bräuninger: Hitlers Kontrahenten in der NSDAP 1921–1945. München 2004
- Ernst Klee: Das Personenlexikon zum Dritten Reich. Frankfurt am Main 2003
- Michael Rademacher: Wer war wer im Gau Weser-Ems. Norderstedt 2005
- Erich Stockhorst: 5000 Köpfe – Wer war was im 3. Reich. Arndt-Verlag, Kiel 2000

| Personendaten    | Personendaten                                                                               |
| ---------------- | ------------------------------------------------------------------------------------------- |
| NAME             | Walkenhorst, Heinrich                                                                       |
| KURZBESCHREIBUNG | deutscher Politiker (NSDAP), MdR, Reichshauptamtsleiter, Leiter des Personalamtes der NSDAP |
| GEBURTSDATUM     | 14. August 1906                                                                             |
| GEBURTSORT       | Osnabrück                                                                                   |
| STERBEDATUM      | 16. Dezember 1972                                                                           |
| STERBEORT        | Oldenburg                                                                                   |